# Верхнее Самойлово
 Верхнее Самойлово  — деревня в Шарангском районе Нижегородской области в составе Роженцовского сельсовета.

## География
Расположена на расстоянии примерно 15 км на юг по прямой от районного центра поселка Шаранга.

## История
Упоминается с 1891 года как починок Верхне-Самойловский, в 1905 дворов 35 и жителей 231, в 1926 (уже деревня Верхне-Самойловский или Мелеханы Большие) 51 и 266, в 1950 48 и 156. По местным преданиям основана в 1859—1860 годах. Название деревне было дано по фамилии первых жителей братьев Самойловых, которые приехали в эти места из-под Котельнича. Работали колхозы «Страна Советов», совхоз «Кушнурский», товарищество «Ивановское».

## Население
Постоянное население составляло 18 человек (русские 100 %) в 2002 году, 7 в 2010.